# 安娜·瑪卡蓮娜·羅德里奎茲·培瑞茲
安娜·瑪卡蓮娜·羅德里奎茲·培瑞茲（1978年6月10日—）是一名阿根廷曲棍球運動員，曾代表國家參加2012年倫敦奧運的女子曲棍球比賽，並獲得一面銀牌。